# Obras cumbres (álbum de Soda Stereo)
Obras cumbres es un álbum recopilatorio de la banda de rock latino Soda Stereo editado en 2001 (en su primera parte) y en 2006 (con su segunda parte). 
En ambas recopilaciones, las canciones están ordenadas de forma cronológica con la excepción de versiones en vivo de algunas canciones (provenientes de Ruido blanco o El último concierto). 
Un aspecto a destacar de esta recopilación es que ambas versiones no comparten ninguna canción entre sí (salvo versiones en vivo de canciones de estudio). Además, no cuenta con canciones provenientes del álbum Comfort y música para volar.

## Obras Cumbres (2001)
CD1
El CD1 contiene las canciones de su primera época (1984-1989), en la que Gustavo Cerati tenía su Guitarra Jackson azul, también la época de sus primeros álbumes, excepto el primero, Soda Stereo (1984). Pasa por la época de Nada personal (1985), Signos (1986), Ruido blanco (1987), Doble vida (1988) y Languis (1989).
| N.º | Título                                                                               | Duración |  |
| 1.  | «Vita-Set (En Vivo)» (Ambas de Soda Stereo; versión de Ruido Blanco, 1987)           | 4:27     |  |
| 2.  | «Sobredosis de TV (En Vivo)» (De Soda Stereo, versión de Ruido Blanco, 1987)         | 5:39     |  |
| 3.  | «Juego de Seducción» (De Nada Personal, 1985)                                        | 3:18     |  |
| 4.  | «Sin Sobresaltos» (De Signos, 1986)                                                  | 4:23     |  |
| 5.  | «Prófugos» (de Signos, 1986)                                                         | 5:19     |  |
| 6.  | «Persiana Americana» (de Signos, 1986)                                               | 4:53     |  |
| 7.  | «Cuando Pase el Temblor (En Vivo)» (De Nada Personal; versión de Ruido Blanco, 1987) | 4:56     |  |
| 8.  | «Signos (En Vivo)» (De Signos; versión de Ruido Blanco, 1987)                        | 6:21     |  |
| 9.  | «En la Ciudad de la Furia» (De Doble Vida, 1988)                                     | 5:44     |  |
| 10. | «Lo Que Sangra (La Cúpula)» (De Doble Vida, 1988)                                    | 4:34     |  |
| 11. | «En el Borde» (De Doble Vida, 1988)                                                  | 4:41     |  |
| 12. | «Corazón Delator» (De Doble Vida, 1988)                                              | 5:10     |  |
| 13. | «El Ritmo de Tus Ojos» (De Doble Vida, 1988)                                         | 3:57     |  |
| 14. | «Terapia de Amor Intensiva» (De Doble Vida, 1988)                                    | 5:38     |  |
| 15. | «Los Languis (Nueva Versión 1989)» (De Doble Vida; versión del EP Languis, 1988)     | 5:43     |  |

CD2
El CD2 contiene las canciones de su segunda época (1990-1997), en la que Cerati tenía su Guitarra PRS negra, con la que logró la consagración definitiva en Latinoamérica y en los Estados Unidos, y el acceso al público español, tocando en distintas ciudades como Barcelona, Madrid, Sevilla, Valencia y Oviedo, además con un sonido más "rockero" de lo que venían haciendo (Signos, Doble vida y Languis). Esta década pasa por la de los álbumes Canción Animal (1990), Rex Mix (1991), Dynamo (1992) y El último concierto (1997).
| N.º | Título | Duración |  |
| 16. | «(En) el Séptimo Día» (De Canción Animal, 1990)                                                           | 4:23     |  |
| 17. | «Un Millón de Años Luz» (De Canción Animal, 1990)                                                         | 5:03     |  |
| 18. | «Canción Animal» (De Canción Animal, 1990)                                                                | 4:07     |  |
| 19. | «Sueles Dejarme Solo» (De Canción Animal, 1990)                                                           | 3:47     |  |
| 20. | «Te Para Tres» (De Canción Animal, 1990)                                                                  | 2:24     |  |
| 21. | «Hombre Al Agua (En Vivo)» (De Canción Animal; versión del EP Rex Mix, 1991)                              | 6:35     |  |
| 22. | «No Necesito Verte (Para Saberlo)» (Del EP Rex Mix, 1991)                                                 | 6:15     |  |
| 23. | «En Camino (Veranek Mix)» (Del EP Rex Mix, 1991)                                                          | 6:31     |  |
| 24. | «La Secuencia Inicial» (De Dynamo, 1992)                                                                  | 3:52     |  |
| 25. | «Toma la Ruta» (De Dynamo, 1992)                                                                          | 4:29     |  |
| 26. | «En Remolinos» (De Dynamo, 1992)                                                                          | 4:37     |  |
| 27. | «Fue» (De Dynamo, 1992)                                                                                   | 3:50     |  |
| 28. | «Ella Usó Mi Cabeza Como un Revólver (En Vivo)» (De Sueño Stereo; versión de El Último Concierto A, 1997) | 4:39     |  |
| 29. | «Disco Eterno (En Vivo)» (De Sueño Stereo; versión de El Último Concierto B, 1997)                        | 7:36     |  |
| 30. | «De Música Ligera» (De Canción Animal; versión de El Último Concierto B, 1997)                            | 4:54     |  |

## Obras cumbres (Parte 2) (2006)
CD1
El CD1 contiene las canciones de su primera época (1984-1989). La mayoría de las canciones van en orden cronológico, además, este CD pasa por los álbumes Soda Stereo (1984), Nada personal (1985), Signos (1986), Ruido blanco (1987), Doble vida (1988) y Languis (1989).
| N.º | Título                                                                    | Duración |  |
| 1.  | «¿Por Qué No Puedo Ser del Jet-Set?» (De Soda Stereo, 1984)               | 2:20     |  |
| 2.  | «Dietético» (De Soda Stereo, 1984)                                        | 3:46     |  |
| 3.  | «Un Misil en Mi Placard» (De Soda Stereo, 1984)                           | 3:05     |  |
| 4.  | «Nada Personal» (De Nada Personal, 1985)                                  | 4:52     |  |
| 5.  | «Danza Rota» (De Nada Personal, 1985)                                     | 3:31     |  |
| 6.  | «Estoy Azulado» (De Nada Personal, 1985)                                  | 5:17     |  |
| 7.  | «Ecos» (De Nada Personal, 1985)                                           | 4:57     |  |
| 8.  | «El Rito» (De Signos, 1986)                                               | 6:06     |  |
| 9.  | «No Existes» (De Signos, 1986)                                            | 4:43     |  |
| 10. | «En Camino» (De Signos, 1986)                                             | 4:29     |  |
| 11. | «Final Caja Negra (En Vivo)» (De Signos; versión de Ruido Blanco, 1987)   | 5:38     |  |
| 12. | «Pícnic en el 4°B» (De Doble Vida, 1988)                                  | 3:40     |  |
| 13. | «Día Común - Doble Vida» (De Doble Vida, 1988)                            | 4:38     |  |
| 14. | «Mundo de Quimeras» (Del EP Languis, 1989)                                | 6:41     |  |
| 15. | «Persiana Americana (En Vivo)» (De Signos; versión de Ruido Blanco, 1987) | 5:43     |  |

CD2
El CD2 contiene las canciones de su segunda época (1990-1997), con un sonido más "rockero".
| N.º | Título                                                                                  | Duración |  |
| 16. | «De Música Ligera» (De Canción Animal, 1990)                                            | 3:36     |  |
| 17. | «Entre Caníbales» (De Canción Animal, 1990)                                             | 4:09     |  |
| 18. | «1990» (De Canción Animal, 1990)                                                        | 3:41     |  |
| 19. | «Primavera 0» (De Dynamo, 1992)                                                         | 3:42     |  |
| 20. | «Luna Roja» (De Dynamo, 1992)                                                           | 5:33     |  |
| 21. | «Ameba» (De Dynamo, 1992)                                                               | 4:19     |  |
| 22. | «Zona de Promesas» (De Zona de Promesas (Mixes 1984 - 1993), 1993)                      | 4:01     |  |
| 23. | «Zoom» (De Sueño Stereo, 1995)                                                          | 3:28     |  |
| 24. | «Paseando por Roma» (De Sueño Stereo, 1995)                                             | 3:35     |  |
| 25. | «Planta» (De Sueño Stereo, 1995)                                                        | 4:54     |  |
| 26. | «Signos (En Vivo)» (De Signos; versión de El Último Concierto A, 1997)                  | 4:31     |  |
| 27. | «Trátame Suavemente (En Vivo)» (De Soda Stereo; versión de El Último Concierto A, 1997) | 4:01     |  |
| 28. | «Sobredosis de TV (En Vivo) [Outtake]» (De Soda Stereo; inédita)                        | 5:29     |  |
| 29. | «Juego de Seducción (En Vivo) [Outtake]» (De Nada Personal; inédita)                    | 3:25     |  |
| 30. | «Cae el Sol (En Vivo)» (De Canción Animal; versión de El Último Concierto B, 1997)      | 4:51     |  |

## Certificaciones
| País      | Organismo certificador | Certificación | Ventas certificadas | Ref.  |
| --------- | ---------------------- | ------------- | ------------------- | ----- |
| Argentina | CAPIF                  | Platino       | 40 000              | [ 1 ] |